# Harutaeographa izabella
Harutaeographa izabella är en fjärilsart som beskrevs av Márton Hreblay och Ronkay 1998. Harutaeographa izabella ingår i släktet Harutaeographa och familjen nattflyn. Inga underarter finns listade i Catalogue of Life.